# Renault Type MC
Der Renault Type MC, auch 40 CV genannt, war ein Personenkraftwagenmodell der Zwischenkriegszeit von Renault.

## Beschreibung
Die nationale Zulassungsbehörde erteilte am 8. November 1923 ihre Zulassung. Vorgänger war der Renault Type IR. Modellpflege führte im Folgejahr zum Type MC 1, der am 20. November 1924 seine Zulassung erhielt. 1926 endete die Produktion. Nachfolger wurde der Renault Type NM.
Der wassergekühlte Sechszylindermotor mit 110 mm Bohrung und 160 mm Hub hatte 9123 cm³ Hubraum. Die Motorleistung von 100 PS wurde über eine Kardanwelle an die Hinterachse geleitet. 
Bei einem Radstand von wahlweise 380,1 cm oder 399,4 cm und einer Spurweite von 144 cm war das Fahrzeug 493 cm bzw. 512 cm lang und 170 cm breit. Der Wendekreis war mit 16 bis 17 Metern angegeben. Das Fahrgestell wog 1850 kg. 

### Type MC
Die Höchstgeschwindigkeit war je nach Übersetzung mit 70 bis 88 km/h angegeben. Zur Wahl standen Tourenwagen, Limousine und Landaulet. Das Fahrgestell kostete je nach Länge 62.000 Franc oder 64.000 Franc.

### Type MC 1
Die Höchstgeschwindigkeit war nun mit 79 bis 99 km/h angegeben. Nur die Bauform Tourenwagen ist überliefert.